# Song Kai
Song Kai (chiń. 宋凯; ur. 29 stycznia 1984 w Chuzhou) – chiński wioślarz, reprezentant chiński w wioślarskiej czwórce bez sternika na Letnich Igrzyskach Olimpijskich w Pekinie.

## Osiągnięcia
- Igrzyska Olimpijskie - Pekin 2008 - czwórka bez sternika - 13. miejsce[1].